# 完顏杲 (諳班勃極烈)
完顏杲（11世纪—1130年10月25日），女真名斜也，金世祖完顏劾里鉢第五子，金太祖和金太宗之弟。曾任金之國論昃勃极烈，國論忽鲁勃极烈，及太宗之皇太弟谙班勃极烈。但死于太宗之前而未能成為皇帝。
北宋靖康年間，完顏斜也是金國兩次伐宋時的名義上的總帥，統領一個侄兒完顏宗望、一個堂侄完顏宗翰攻破北宋首都開封城，造成「靖康之難」滅亡了北宋。南宋成立後，又作為總帥統領其侄兒完顏宗弼攻入江南，攻下南宋“行在”首都臨安府和明州，使宋高宗趙構狼狽逃到海上避難。

## 家庭
- 子：
  - 第九子 遼王 完顏宗義，名 孛吉，也作孛極
  - 蒲馬
  - 孛論出
  - 阿魯
  - 隈喝
  - 幼子 阿虎里